# Condé-lès-Herpy
Condé-lès-Herpy ist eine französische Gemeinde mit 219 Einwohnern (Stand: 1. Januar 2022) im Département Ardennes in der Region Grand Est (bis 2015 Champagne-Ardenne). Sie gehört zum Arrondissement Rethel, zum Kanton Château-Porcien sowie zum Gemeindeverband Pays Rethélois. Condéens werden die Einwohner genannt.

## Geographie
Condé-lès-Herpy liegt an der Aisne bei der Einmündung ihres Zuflusses Saint-Fergeux.
Umgeben wird Condé-lès-Herpy von den Nachbargemeinden Saint-Fergeux im Norden, Château-Porcien im Osten, Herpy-l’Arlésienne im Süden, Saint-Germainmont im Südwesten sowie Banogne-Recouvrance im Nordwesten.

## Bevölkerungsentwicklung
| Jahr                       | 1962 | 1968 | 1975 | 1982 | 1990 | 1999 | 2006 | 2011 | 2018 |
| Einwohner                  | 148  | 137  | 118  | 139  | 172  | 159  | 184  | 209  | 218  |
| Quellen: Cassini und INSEE |      |      |      |      |      |      |      |      |      |

## Sehenswürdigkeiten

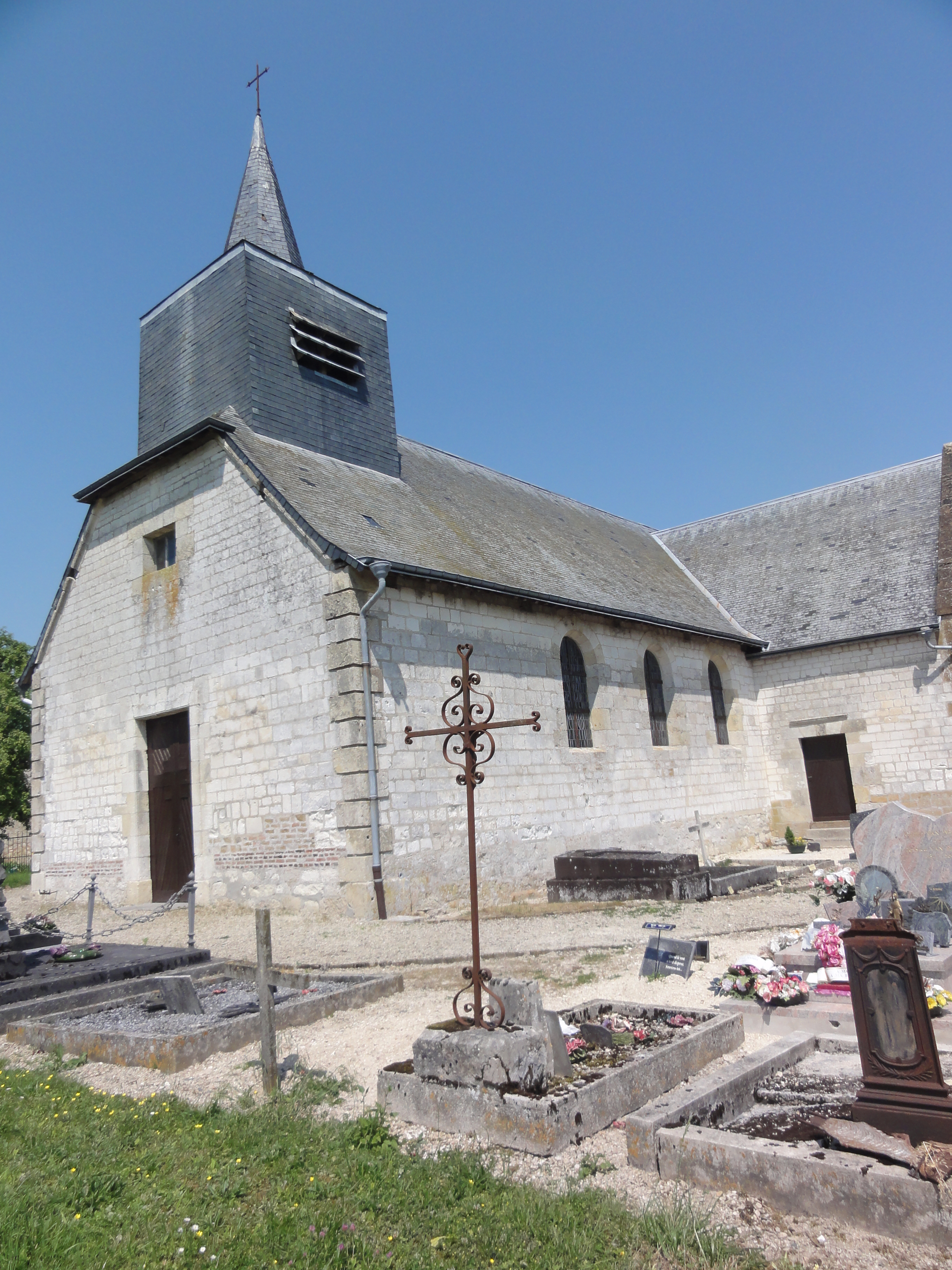
Kirche Saint-Martin
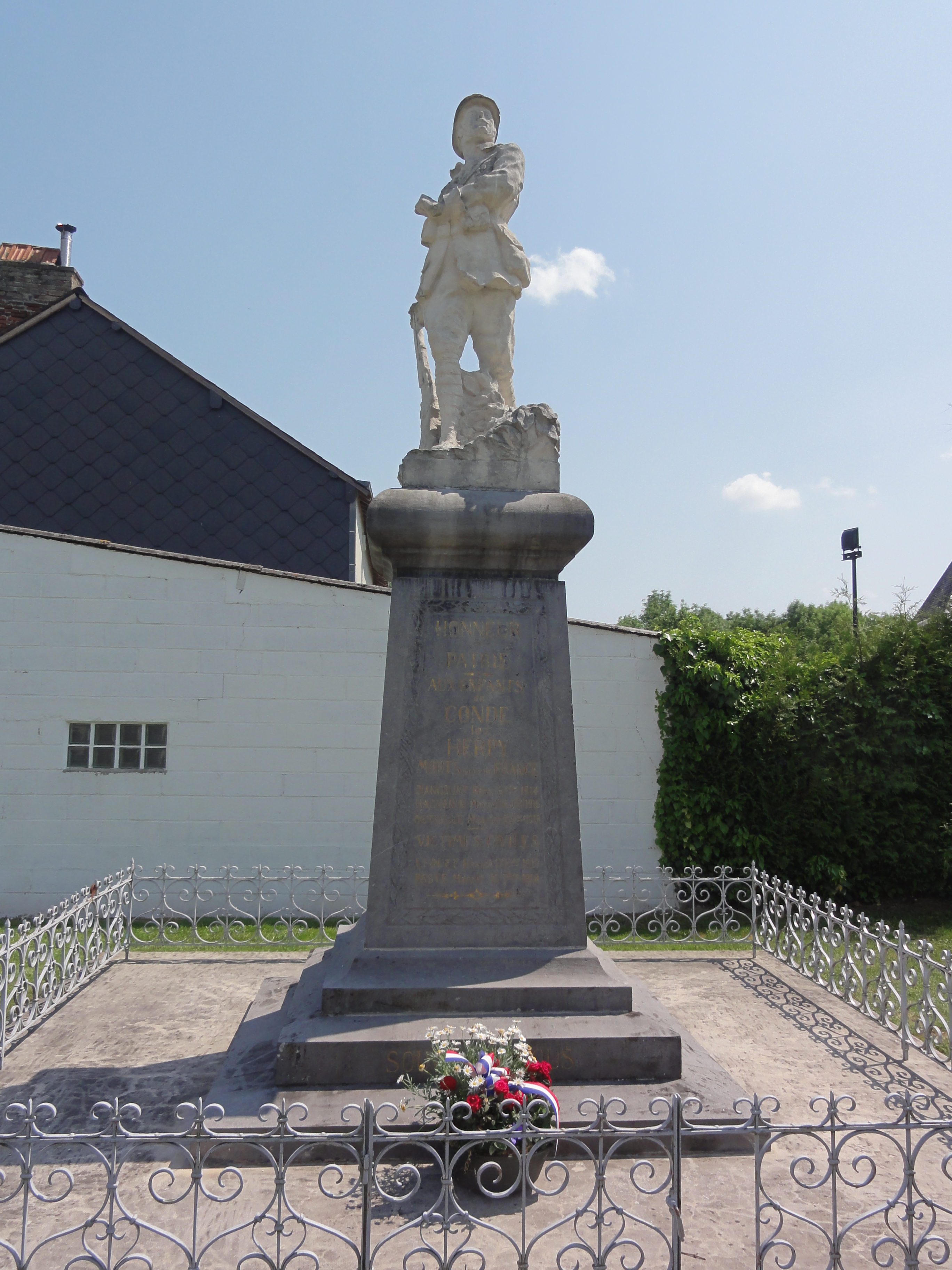
Kriegerdenkmal
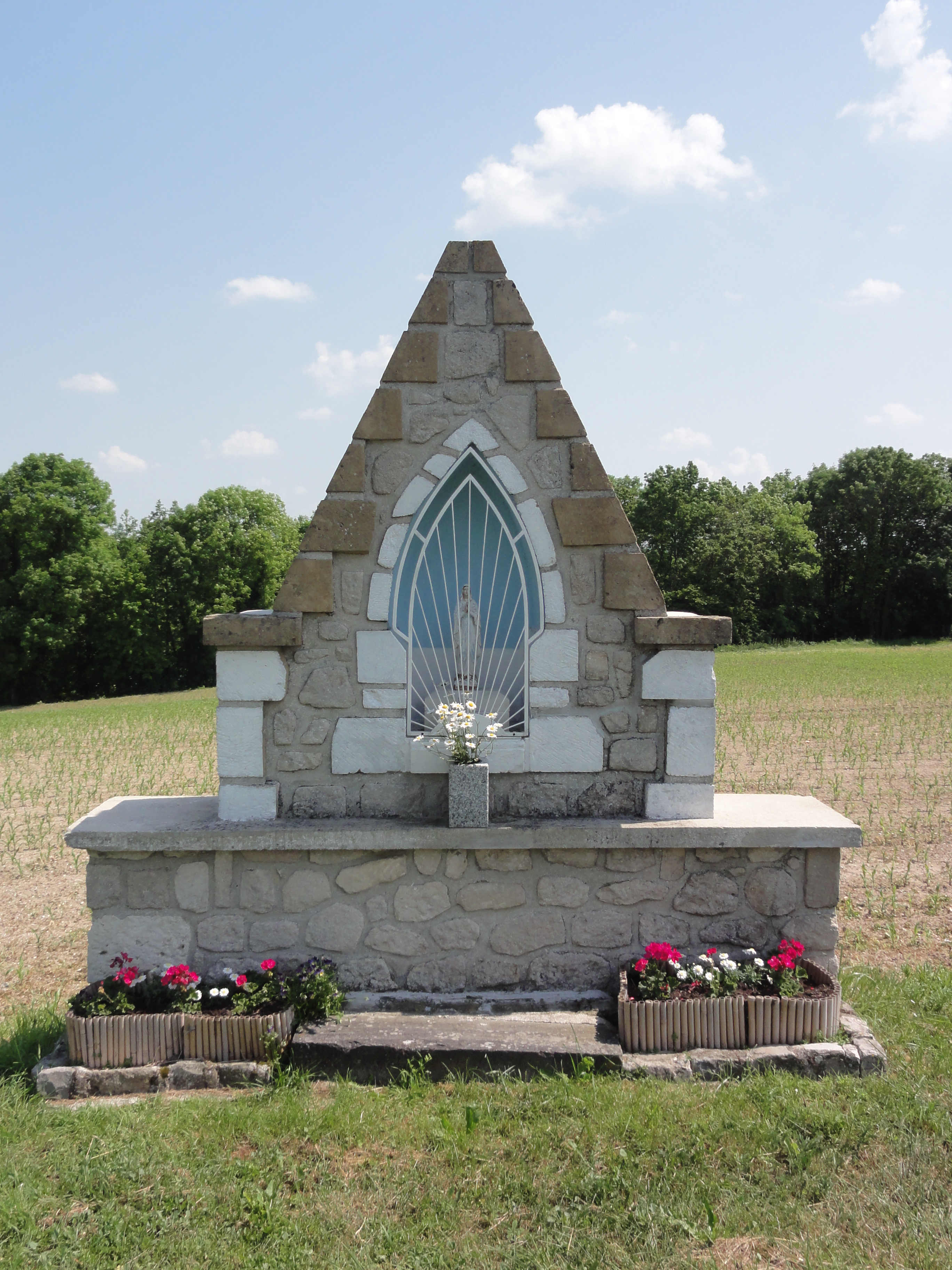
Oratorium
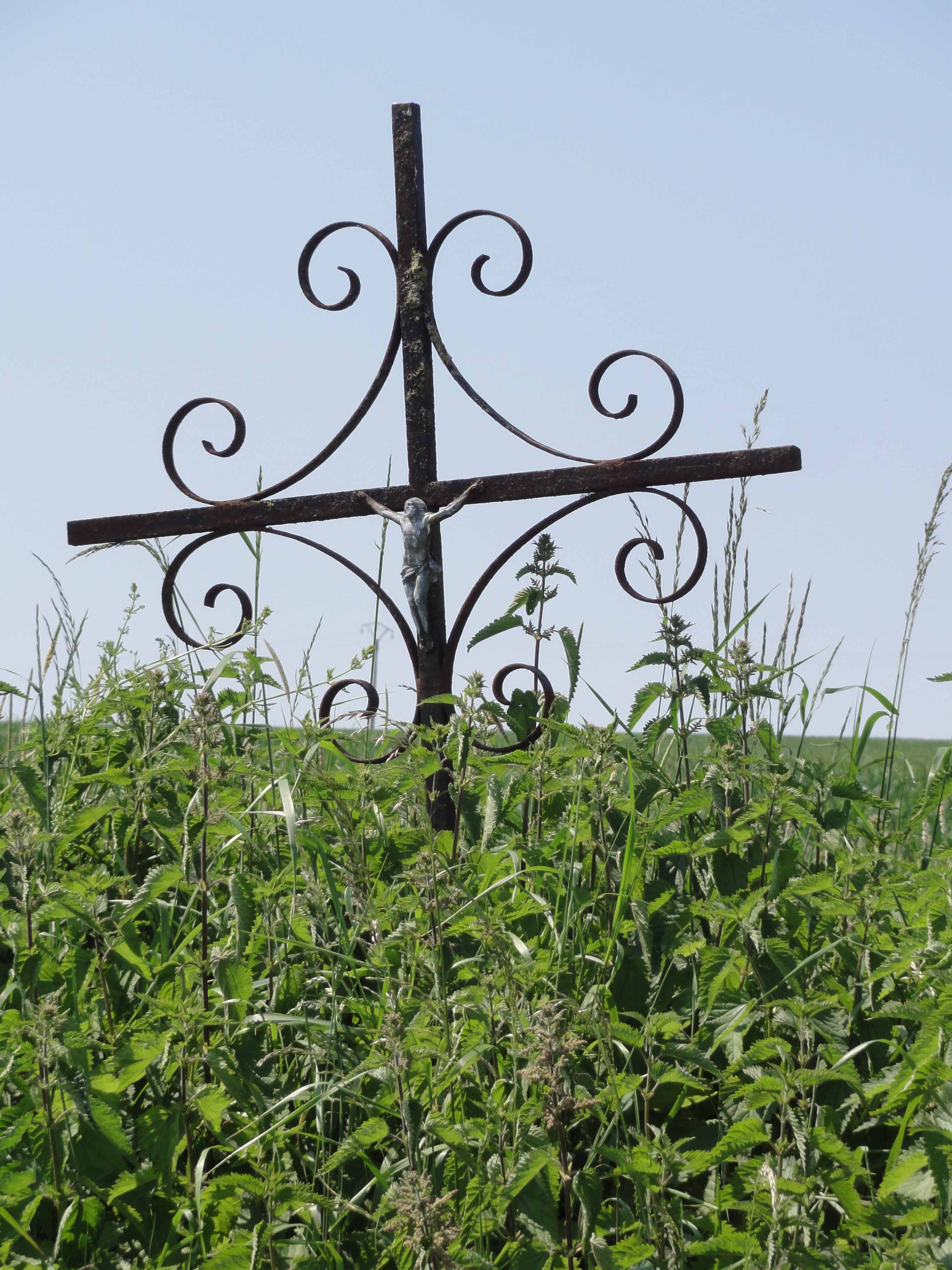
Wegekreuz

- Kirche Saint-Martin
- Kriegerdenkmal
- Oratorium
- Wegekreuz